# Jeison Guzmán
Jeison Guzmán (Santo Domingo, 8 de outubro de 1998) é um jogador de beisebol dominicano, que joga na posição de interbases (shortstop).

## Carreira
Guzmán compôs o elenco da Seleção Dominicana de Beisebol nos Jogos Olímpicos de Verão de 2020 em Tóquio, onde conquistou a medalha de bronze após derrotar a equipe sul-coreana na disputa pelo pódio.